# Felix Aderca
Felix Aderca, vlastním jménem Froim Zeilic Adercu, (13. března 1891, Puiești, Vaslui – 12. prosince 1962, Bukurešť) byl rumunský básník, spisovatel, překladatel a dramatik.

## Životopis
Aderca byl židovského původu, narodil se v rodině obchodníka. Před válkou publikoval v rumunském levicovém tisku, hlavně v Contimporanulu, rumunském avantgardním časopise. Během války byl zatčen a vyslýchán. Po válce nebyly jeho knihy, z politických důvodů, téměř vydávány. Přeložil do rumunštiny díla řady světových autorů, mimo jiné i Karla Čapka.
Do mezinárodního povědomí vstoupil science fiction románem Podmořská města (Orașele înecate), který vyšel prvně časopisecky (1932) pod názvem X–O, romanul viitorului (X–O, román budoucnosti). Napsal jej pod pseudonymem Leone Palmantini.
Jeho manželkou byla básnířka Sanda Movilă.

## Dílo (výběr)

### Básně
- Motive și simfonii (1910)
- Stihuri venerice (1912)
- Fragmente. Romanțe (1912)
- Reverii sculptate (1912)

### Novely
- Femeia cu carnea albă (1927)

### Eseje
- Mic tratat de estetică sau Lumea privită estetic (1929)

### Romány
- Țapul (1921; ed. a II-a, Mireasa multiplă (Țapul), 1932; ed. a III-a, Zeul iubirii, 1945)
- Moartea unei republici roșii (1924)
- Omul descompus (1925)
- Al doilea amant al doamnei Chatterley (1933)
- A fost odată un imperiu (1939)
- Orașele înecate (1936) - autor zde líčí střet mezi dvěma odlišnými společnostmi - Atlantiďany, kteří žijí na mořském dně a Evropany, kteří pro ně pracují.[1]
- Jurnalul lui Andrei Hudici (1958)